# Mouvement national congolais-Lumumba
Le Mouvement national congolais-Lumumba (MNC-L) est un parti politique de la république démocratique du Congo (RDC). 
Le parti eut un rôle important à la fin des années 1950 et dans les années 1960 sous la direction de Patrice Emery Lumumba, le premier Premier ministre de la République du Congo, nom donné à la RDC à la suite de l'indépendance du Congo belge en 1960. Le MNC-L émerge de la scission en 1959 du mouvement national congolais (MNC), dont la seconde branche est le mouvement nationale congolais-Kalonji (MNC-Kalonji) d'Albert Kalonji,.
Christophe Gbenye a été président du parti et fut le premier bourgmestre adjoint de Stanleyville (actuel Kisangani), ministre de l’Intérieur dans le premier gouvernement congolais en juin 1960. En 1964, il s’autoproclame à Stanleyville (Kisangani actuel) président de la République populaire du Congo. Il quitte cette ville au moment de l’opération belgo-américaine de novembre 1964 et partira vers la fin de cette année.
Bula-Bula Onya Joseph (pharmacien) est l'actuel directeur du bureau politique. En cette qualité, il est la seule personne habilitée à parler au niveau national au nom du MNC-L et à rendre compte au Comité National qui l'a investi de ce pouvoir.